# Burede
Burede, pleme američkih Indijanaca koje je u koloijalno vrijeme živjelo u planinama jugoistočno od jezera Maracaibo u Venezueli. Njihova sudbina slična je sudbinama ostalih nestalih plemena Bubure, Coanao, Quiriquire i drugima u području uz Maracaibo. 
Burede su nazivani su i Coronados (=Okrunjeni). Ni muškarci ni žene nisu nosili odječe.

## Vanjske poveznice
- Epoca Precolombina